# Honda CBF 125
Die Honda CBF 125 ist ein Leichtkraftrad, das Honda seit 2009 auch auf dem deutschen Markt anbietet. Hergestellt wird es von Honda Motorcycle & Scooter India und (unter anderem) in Indien schon seit 2008 weitestgehend baugleich als Honda CBF Stunner verkauft. Als Antrieb dient ein luftgekühlter, 11,3 PS starker Viertaktmotor mit Benzineinspritzung, der die Abgasnorm Euro 3 für Motorräder erfüllt. Die Kraftübertragung erfolgt über ein 5-Gang-Getriebe und durch Kettenantrieb an das Hinterrad. Die CBF 125 erreicht dabei mit etwa 2,3 l/100 km unter Realbedingungen recht niedrige Verbrauchswerte, die in der Fahrzeugklasse nur noch von der Honda Innova und den neueren Modellen CB 125 F und Wave 110 i deutlich unterboten werden.

## Modellgeschichte

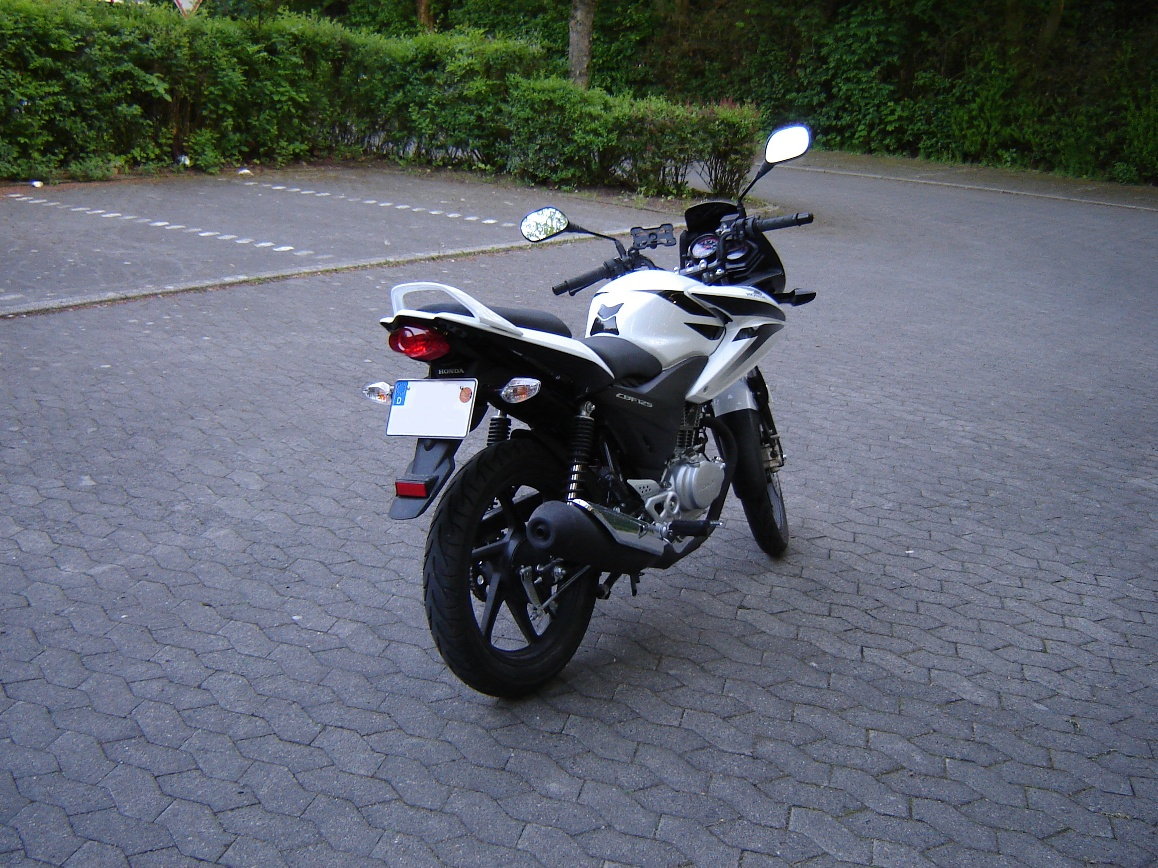
Honda CBF 125 Heckansicht

Die Honda CBF 125 kam 2009 auf den deutschen Markt. Der Listenpreis bei der Einführung des Modells betrug 2150 € (zuzüglich Nebenkosten). Im Jahre 2010 erhöhte Honda den Listenpreis auf 2490 € (zuzüglich Nebenkosten).
Mit der Einführung 2009 waren drei Farben verfügbar: Rot, Schwarz und Silber. Seit 2010 ist die CBF 125 in Rot, Schwarz und Weiß verfügbar.
2011 führte Honda auch in Deutschland ein neues Cockpit ein, das nun auch einen Drehzahlmesser enthält.